# Metlaouia chpakowskyi
Metlaouia chpakowskyi là một loài bướm đêm trong họ Noctuidae.